# Кур-Можі-сюр-Юїн
Кур-Можі-сюр-Юїн (фр. Cour-Maugis sur Huisne) — муніципалітет у Франції, у регіоні Нижня Нормандія, департамент Орн. Кур-Можі-сюр-Юїн утворено 1 січня 2016 року шляхом злиття муніципалітетів Буассі-Можі, Курсро, Мезон-Можі i Сен-Морис-сюр-Юїн. Адміністративним центром муніципалітету є Буассі-Можі. Населення — 584 особи (01.01.2021).